# Taubenkobel (Buxberg)

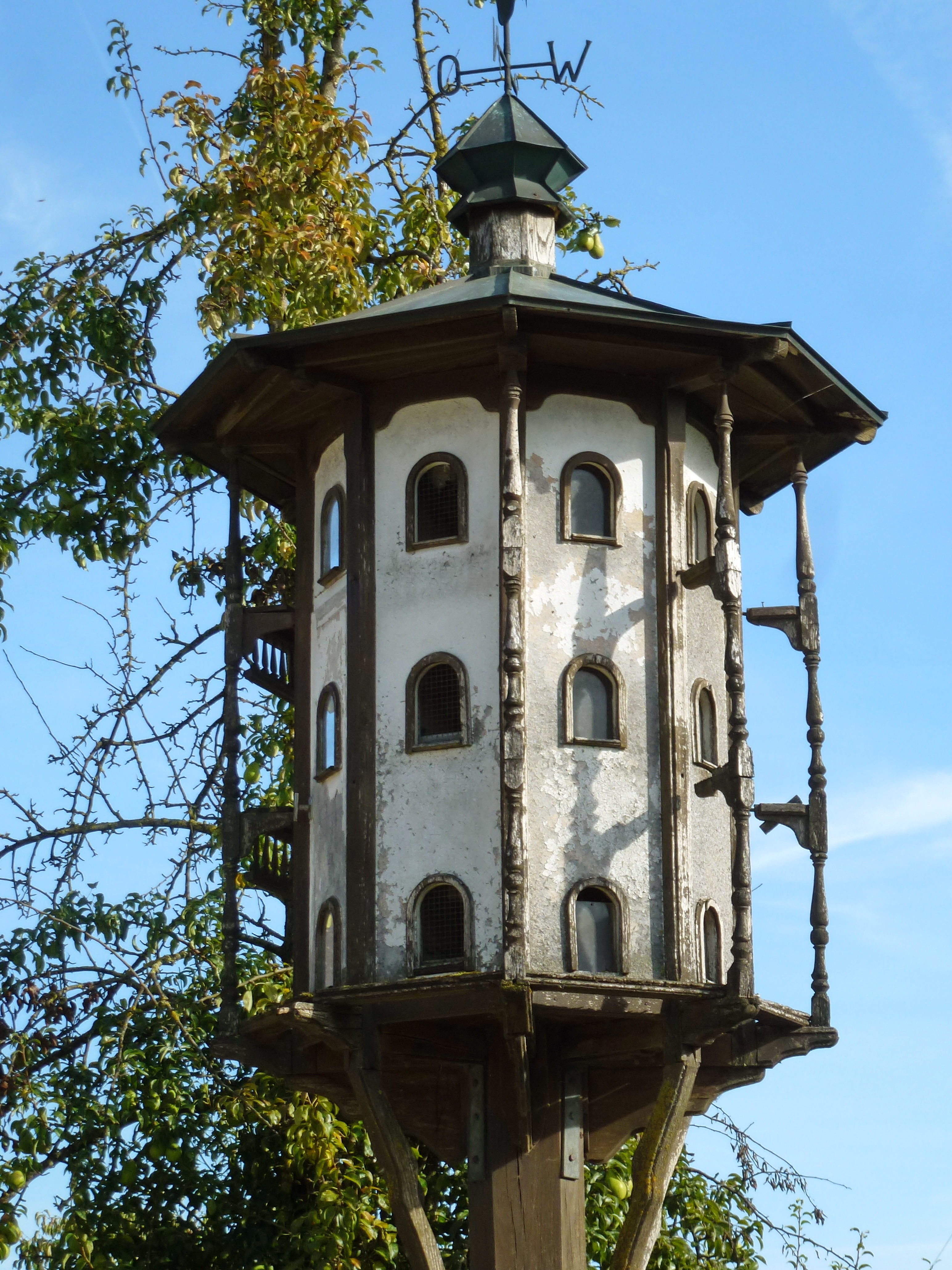
Taubenkobel in Buxberg

Der Taubenkobel in Buxberg, einem Gemeindeteil von Hilgertshausen-Tandern im oberbayerischen Landkreis Dachau, wurde im 19./20. Jahrhundert errichtet. Das Taubenhaus im Hof eines Bauernhauses mit der Adresse Buxberg 2 ist ein geschütztes Baudenkmal.
Das Taubenhaus aus Holz in Form eines dreigeschossigen, achteckigen Wohnturmes mit Rundbogenfenstern wird von einem Dachreiter mit Wetterfahne bekrönt.